# Melbourne to Warrnambool Classic
La Melbourne to Warrnambool Classic és una cursa ciclista australiana, que es disputa a l'estat de Victoria, als voltants de Melbourne. Al llarg de la seva història s'ha disputat per etapes o en el format de clàssica, en un sol dia. És la cursa més antiga del país, i una de les més antigues del món. Disputada durant molts anys el mes d'octubre, des del 2019 es disputa el gener.
El 2005 i 2006 formà part de l'UCI Oceania Tour amb una categoria 1.2. Des de llavors té la consideració de cursa nacional i es disputa en un sol dia amb un recorregut proper als 260 km.

## Palmarès
| Any            | Vencedor                          | Segon                             | Tercer                            |
| -------------- | --------------------------------- | --------------------------------- | --------------------------------- |
| 1895           | Andrew Calder                     |                                   |                                   |
| 1895           | William Nicol                     |                                   |                                   |
| 1896           | Jim Carpenter                     |                                   |                                   |
| 1897           | Bill Jackson                      |                                   |                                   |
| 1898           | W. Collins                        |                                   |                                   |
| Plantilla:Gris | pas de course                     | pas de course                     | pas de course                     |
| 1901           | Albert Nioa                       |                                   |                                   |
| 1902           | Matt Chappell                     |                                   |                                   |
| 1903           | Jack Arnst                        |                                   |                                   |
| 1904           | Jack Wright                       |                                   |                                   |
| 1905           | Bill Hawley                       |                                   |                                   |
| 1906           | D. D. Riley                       |                                   |                                   |
| 1907           | Meldrum Dobie                     |                                   |                                   |
| 1908           | J. T. Donohue                     |                                   |                                   |
| 1909           | W. Knaggs                         |                                   |                                   |
| 1910           | Charles Piercey                   |                                   |                                   |
| 1911           | J. Tebbs                          |                                   |                                   |
| 1912-1921      | no disputada                      | no disputada                      | no disputada                      |
| 1922           | Peter Hill                        |                                   |                                   |
| 1923           | Percy Wells                       |                                   |                                   |
| 1924           | W. F. King                        |                                   |                                   |
| 1925           | Esmond Williamson                 |                                   |                                   |
| 1926           | Les Einsiedel                     |                                   |                                   |
| 1927           | substituida pel Dunlop Grand Prix | substituida pel Dunlop Grand Prix | substituida pel Dunlop Grand Prix |
| 1928           | no disputada                      | no disputada                      | no disputada                      |
| 1929           | Horrie Marshall                   |                                   |                                   |
| 1930           | Jim Egan                          |                                   |                                   |
| 1931           | George Lessing                    |                                   |                                   |
| 1932           | Dick Reynolds                     |                                   |                                   |
| 1933           | Les Willoughby                    |                                   |                                   |
| 1934           | substituïda pel Centenary 1000    | substituïda pel Centenary 1000    | substituïda pel Centenary 1000    |
| 1935           | Tom Reynolds                      |                                   |                                   |
| 1936           | Jim McEvoy                        |                                   |                                   |
| 1937           | T. Brooks                         |                                   |                                   |
| 1938           | T. Rogers                         |                                   |                                   |
| 1939           | Dean Toseland                     |                                   |                                   |
| 1940-1946      | no disputada                      | no disputada                      | no disputada                      |
| 1947           | Arnie Edwards                     |                                   |                                   |
| 1948           | Alby Saunders                     |                                   |                                   |
| 1949           | Stan Bonney                       |                                   |                                   |
| 1950           | Max Rowley                        |                                   |                                   |
| 1951           | Arthur Julius                     |                                   |                                   |
| 1952           | Vin Beasley                       |                                   |                                   |
| 1953           | Murray French                     |                                   |                                   |
| 1954           | Billy Guyatt                      |                                   |                                   |
| 1955           | Eddie Smith                       |                                   |                                   |
| 1956           | Bob Davis                         |                                   |                                   |
| 1957           | Stan Bonney                       |                                   |                                   |
| 1958           | Wally O'Brien                     |                                   |                                   |
| 1959           | Grant Daws                        |                                   |                                   |
| 1960           | Jack Sommer                       |                                   |                                   |
| 1961           | Tony Robson                       |                                   |                                   |
| 1962           | Wally O'Brien                     |                                   |                                   |
| 1963           | John Binding                      |                                   |                                   |
| 1964           | Peter Fry                         |                                   |                                   |
| 1965           | Bill Dove                         |                                   |                                   |
| 1966           | Lance Wearne                      |                                   |                                   |
| 1967           | Graeme Gilmore                    |                                   |                                   |
| 1968           | Ray Crowe                         |                                   |                                   |
| 1969           | B. Farmer                         |                                   |                                   |
| 1970           | Mario Giramondo                   |                                   |                                   |
| 1971           | Bruce Clark                       |                                   |                                   |
| 1972           | Linton Sedley                     |                                   |                                   |
| 1973           | Bruce Clarke                      |                                   |                                   |
| 1974           | John Bylsma                       | Neville Allison                   | Robert Kypriotis                  |
| 1975           | Mario Giramondo                   | Jim Dart                          |                                   |
| 1976           | David Allan                       | John Trevorrow                    | Peter Besanko                     |
| 1977           | Ian Grindlay                      |                                   |                                   |
| 1978           | Dennis Shaw                       | Terry Stacey                      | Peter Besanko                     |
| 1979           | David Allan                       | Dennis Shaw                       | Peter Besanko                     |
| 1980           | J. Hine                           |                                   |                                   |
| 1981           | Peter Cox                         | Terry Schintler                   | Colin Hatley                      |
| 1982           | David Allan                       | Peter Besanko                     | Kevin Bradshaw                    |
| 1983           | Andrew Lindsay                    |                                   |                                   |
| 1984           | Peter Besanko                     |                                   |                                   |
| 1985           | Brad Leach                        | Ken Evans                         |                                   |
| 1986           | Michael Lynch                     | Terry Hammond                     |                                   |
| 1987           | Paul Rugari                       | Terry Hammond                     |                                   |
| 1988           | Barry Burns                       |                                   |                                   |
| 1989           | Peter Besanko                     | Scott Steward                     | Frederick McCorkill               |
| 1990           | Robert Jordan                     |                                   |                                   |
| 1991           | Andrew Stirling                   |                                   |                                   |
| 1992           | Peter Besanko                     | Jan Bogaert                       | Tim Jamieson                      |
| 1993           | Dean Woods                        | Michael Crowe                     | Gavin Parsonage                   |
| 1994           | Gavin Parsonage                   |                                   |                                   |
| 1995           | Brendan McAuliffe                 | Marcel Wüst                       |                                   |
| 1996           | Chris White                       | Scott Moninger                    | Jacques Jolidon                   |
| 1997           | Daniel Schnider                   | Dennis Veje Rasmussen             | Allan Iacuone                     |
| 1998           | Bart Heirewegh                    | Peter Milostic                    | Plantilla:KGZ-d Eugen Wacker      |
| 1999           | Jamie Drew                        | Chris White                       | Timothy Decker                    |
| 2000           | Hilton Clarke                     | Timothy Decker                    | Rik McCaig                        |
| 2001           | David McKenzie                    | Peter Milostic                    | Plantilla:KGZ-d Eugen Wacker      |
| 2002           | Jamie Drew                        | Hilton Clarke                     | David McKenzie                    |
| 2003           | Simon Gerrans                     | Jamie Drew                        | Matthew Clarke                    |
| 2004           | William Walker                    | Jonathan Clarke                   | David Pell                        |
| 2005           | Jonas Ljungblad                   | Joshua Collingwood                | Jason Philipps                    |
| 2006           | Robert McLachlan                  | David Pell                        | Kjell Carlström                   |
| 2007           | Timothy Decker                    | Benjamin King                     | Mark Hooper                       |
| 2008           | Zakkari Dempster                  | Hilton Clarke                     | David Pell                        |
| 2009           | Joel Pearson                      | Daniel Furmston                   | Timothy Decker                    |
| 2010           | Rhys Pollock                      | Mark O'Brien                      | Tom Robinson                      |
| 2011           | Joel Pearson                      | Nathan Haas                       | Luke Fetch                        |
| 2012           | Floris Goesinnen                  | Aaron Donnelly                    | Bradley Hall                      |
| 2013           | Sam Horgan                        | Jack Anderson                     | Jacob Kauffmann                   |
| 2014           | Oliver Kent-Spark                 | Alexander Edmondson               | Sam Horgan                        |
| 2015           | Scott Sunderland                  | Alexander Edmondson               | Oliver Kent-Spark                 |
| 2016           | Nathan Elliott                    | Ayden Toovey                      | Robbie Hucker                     |
| 2017           | Nathan Elliott                    | Sam Welsford                      | Tommy Nankervis                   |
| 2018           | suspesa                           | suspesa                           | suspesa                           |
| 2019           | Nicholas White                    | Harrison Bailey                   | Brendan Johnston                  |
| 2020           | Brendan Johnston                  | Michael Freiberg                  | Mark O'Brien                      |
| 2021           | Jensen Plowright                  | Ben Hill                          | Liam White                        |
| 2022           | Cameron Scott                     | Brenton Jones                     | Myles Stewart                     |
| 2023           | Tristan Saunders                  | Brandon Green                     | Bailey McDonald                   |